# Extraliga (Tschechien, Schach) 2016/17
Die Extraliga 2016/17 (offizielle Bezeichnung: tht Extraliga) war die 25. Spielzeit der tschechischen Extraliga im Schach.

## Teilnehmende Mannschaften
Für die Extraliga hatten sich mit 1. Novoborský ŠK, Výstaviště Lysá nad Labem, BŠS Frýdek-Místek, ŠK Rapid Pardubice, ŠK Labortech Ostrava, ŠK AD Jičín (auf den das Startrecht von AD Mahrla Prag überging), ŠK Slavoj Ostrava-Poruba, TJ Ancora Tatran Litovel ŠK Duras BVK und ŠK města Lysá nad Labem die zehn Erstplatzierten der Saison 2015/16 qualifiziert, außerdem waren Prestige Photo Unichess als Sieger der 1. liga západ 2015/16 und der ŠK Lokomotiva Brno als Sieger der 1. liga východ 2015/16 aufgestiegen.
Zu den gemeldeten Mannschaftskadern der teilnehmenden Vereine siehe Mannschaftskader der Extraliga (Tschechien, Schach) 2016/17.

## Modus
Die zwölf Mannschaften spielten ein einfaches Rundenturnier, über die Platzierungen entschieden zunächst die Mannschaftspunkte (3 Punkte für einen Sieg, 1 Punkt für ein Unentschieden, 0 Punkte für eine Niederlage), anschließend die Brettpunkte (1 Punkt für einen Sieg, 0,5 Punkte für ein Remis, 0 Punkte für eine Niederlage).

## Spieltermine
Die Wettkämpfe fanden statt am 8. und 9. Oktober, 10. und 11. Dezember 2016, 28. und 29. Januar, 25. und 26. Februar, sowie vom 31. März bis 2. April 2017, wobei ein Wettkampf der neunten Runde vorgespielt wurde.

## Saisonverlauf
Der Titelverteidiger 1. Novoborský ŠK und Výstaviště Lysá nad Labem lieferten sich einen Zweikampf um den Titel, den Novoborský knapp für sich entschied. Der ŠK Lokomotiva Brno stand vorzeitig als Absteiger fest, zweiter Absteiger war der ŠK AD Jičín, der seine Mannschaft zurückzog.

## Tabelle
| Pl. | Verein                      | Sp | G  | U | V  | MP | Brett-P.  |
| --- | --------------------------- | -- | -- | - | -- | -- | --------- |
| 01. | 1. Novoborský ŠK (M)        | 11 | 11 | 0 | 0  | 33 | 64,5:23,5 |
| 02. | Výstaviště Lysá nad Labem   | 11 | 10 | 0 | 1  | 30 | 65,5:22,5 |
| 03. | ŠK Rapid Pardubice          | 11 | 8  | 1 | 2  | 25 | 50,0:38,0 |
| 04. | ŠK Slavoj Ostrava-Poruba    | 11 | 6  | 1 | 4  | 19 | 46,0:42,0 |
| 05. | BŠŠ Frýdek-Místek           | 11 | 5  | 2 | 4  | 17 | 45,5:42,5 |
| 06. | ŠK Labortech Ostrava        | 11 | 4  | 4 | 3  | 16 | 45,0:43,0 |
| 07. | ŠK AD Jičín                 | 11 | 5  | 0 | 6  | 15 | 46,0:42,0 |
| 08. | ŠK města Lysá nad Labem     | 11 | 3  | 2 | 6  | 11 | 36,0:52,0 |
| 09. | ŠK Duras BVK                | 11 | 2  | 3 | 6  | 9  | 41,0:47,0 |
| 10. | Prestige Photo Unichess (N) | 11 | 2  | 2 | 7  | 8  | 34,0:54,0 |
| 11. | TJ Tatran Litovel           | 11 | 2  | 0 | 9  | 6  | 31,0:57,0 |
| 12. | ŠK Lokomotiva Brno (N)      | 11 | 0  | 1 | 10 | 1  | 23,5:64,5 |

## Entscheidungen
|     | Tschechischer Meister: 1. Novoborský ŠK                                          |
|     | Absteiger in die 1. liga: ŠK AD Jičín (freiwilliger Rückzug), ŠK Lokomotiva Brno |
| (M) | Meister der letzten Saison                                                       |
| (N) | Aufsteiger der letzten Saison                                                    |

## Kreuztabelle
| Ergebnisse | Ergebnisse                | 01. | 02. | 03. | 04. | 05. | 06. | 07. | 08. | 09. | 10. | 11. | 12. |
| ---------- | ------------------------- | --- | --- | --- | --- | --- | --- | --- | --- | --- | --- | --- | --- |
| 01.        | 1. Novoborský ŠK          |     | 4½  | 5   | 5   | 5½  | 4½  | 5½  | 7   | 6   | 7½  | 6   | 8   |
| 02.        | Výstaviště Lysá nad Labem | 3½  |     | 5   | 5   | 6   | 5½  | 6   | 6   | 5   | 7½  | 8   | 8   |
| 03.        | ŠK Rapid Pardubice        | 3   | 3   |     | 4½  | 4½  | 4   | 5½  | 5½  | 4½  | 5½  | 5   | 5   |
| 04.        | ŠK Slavoj Ostrava-Poruba  | 3   | 3   | 3½  |     | 4   | 5   | 3   | 5   | 5   | 4½  | 5   | 5   |
| 05.        | BŠŠ Frýdek-Místek         | 2½  | 2   | 3½  | 4   |     | 4   | 1½  | 6½  | 4½  | 5   | 6½  | 5½  |
| 06.        | ŠK Labortech Ostrava      | 3½  | 2½  | 4   | 3   | 4   |     | 4½  | 4   | 4   | 5   | 5½  | 5   |
| 07.        | ŠK AD Jičín               | 2½  | 2   | 2½  | 5   | 6½  | 3½  |     | 3½  | 5½  | 3   | 5½  | 6½  |
| 08.        | ŠK města Lysá nad Labem   | 1   | 2   | 2½  | 3   | 1½  | 4   | 4½  |     | 4   | 4½  | 3   | 6   |
| 09.        | ŠK Duras BVK              | 2   | 3   | 3½  | 3   | 3½  | 4   | 2½  | 4   |     | 4   | 5   | 6½  |
| 10.        | Prestige Photo Unichess   | ½   | ½   | 2½  | 3½  | 3   | 3   | 5   | 3½  | 4   |     | 4½  | 4   |
| 11.        | TJ Ancora Tatran Litovel  | 2   | 0   | 3   | 3   | 1½  | 2½  | 2½  | 5   | 3   | 3½  |     | 5   |
| 12.        | ŠK Lokomotiva Brno        | 0   | 0   | 3   | 3   | 2½  | 3   | 1½  | 2   | 1½  | 4   | 3   |     |

## Die Meistermannschaft
| 1.            | 1. Novoborský ŠK |
| Schachfiguren | P. Harikrishna, David Navara, Radosław Wojtaszek, Nikita Witjugow, Wang Hao, Alexei Schirow, Viktor Láznička, K. Sasikiran, Mateusz Bartel, Zbyněk Hráček, Ján Markoš, Vlastimil Babula, Štěpán Žilka, Petr Hába, Tadeáš Kriebel |